# یوسف وکیا
یوسف وکیا (زادهٔ ۰۸ مهر ۱۳۷۲ در اندیمشک ) یک بازیکن فوتبال اهل ایران است که برای باشگاه فوتبال بعثت کرمانشاه در لیگ آزادگان بازی می‌کند.

## سابقه باشگاهی

### فولاد خوزستان
او فوتبال خود را از آکادمی فوتبال باشگاه فولاد خوزستان آغاز کرد و بعدها توسط حسین فرکی به تیم اصلی فولاد راه یافت.

او اولین بازی رسمی خود را در فصل ۹۴–۱۳۹۳ مقابل تراکتورسازی تبریز انجام داد.

## سابقه ملی

### زیر ۱۷ سال
در بازی‌های آسیایی زیر ۱۶ سال ۲۰۱۰ دو بازی برای تیم ملی فوتبال زیر ۱۷ سال ایران انجام داد.

### زیر ۲۰ سال
او در قالب تیم ملی فوتبال زیر ۲۰ سال ایران در مسابقات فوتبال زیر ۱۹ سال آسیا (۲۰۱۲) و جام سیس (۲۰۱۲) بازی کرد.

### زیر ۲۳ سال
وی برای بازی‌های آسیایی ۲۰۱۴ نیز توسط نلو وینگادا به تیم ملی فوتبال امید ایران دعوت شد.